# 塔雷什山脈

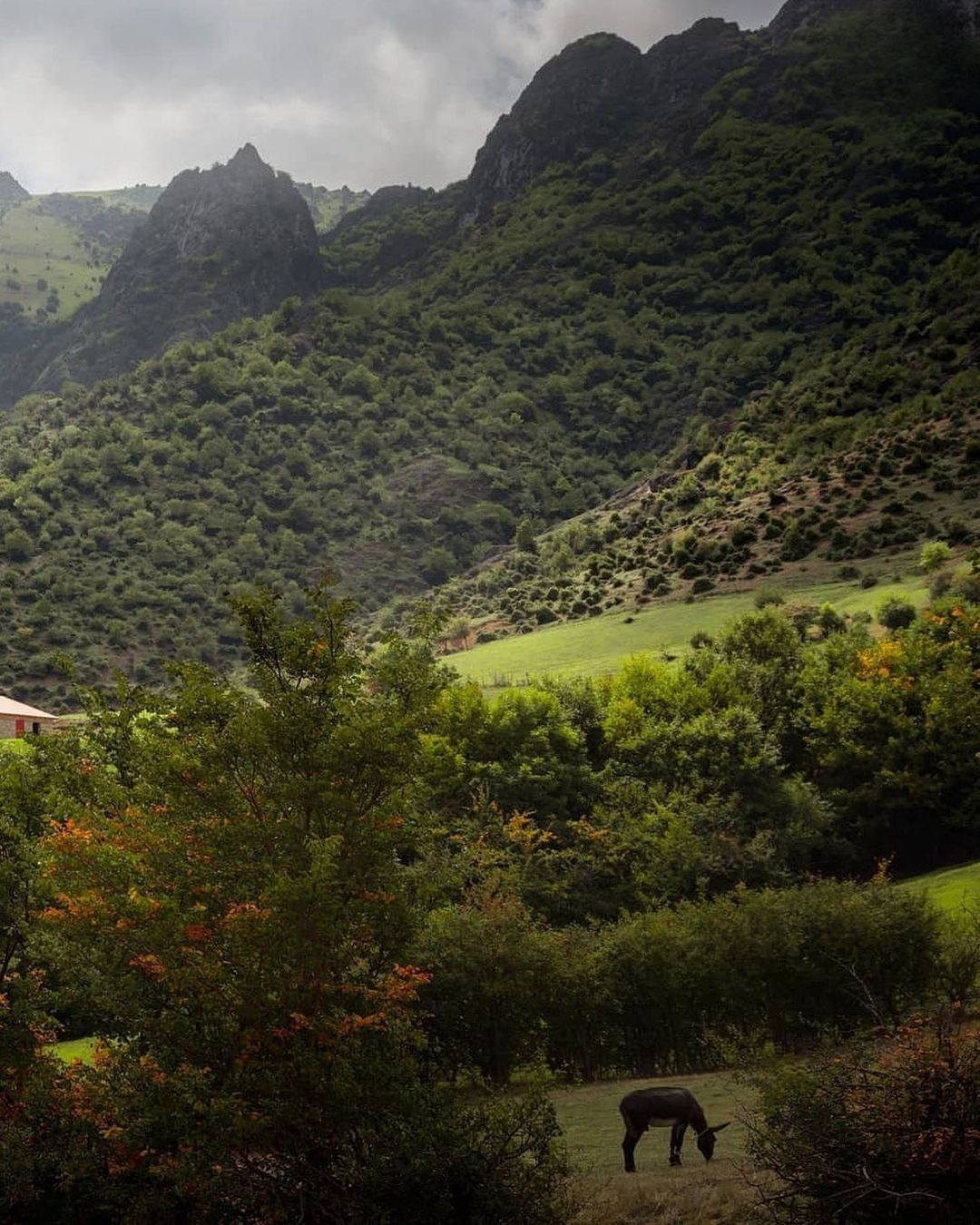

塔雷什山脈（羅馬化：kuh-hâye tâleš）是西亞和東歐的山脈，位於伊朗西北部和阿塞拜疆南部，是厄爾布爾士山脈的一部分，全長約100公里，最高點海拔高度2,477米，該地區每年平均降雨量1,600至1,800毫米。
38°42′N 48°18′E / 38.7°N 48.3°E